# Chiesa di Santa Maria dell'Angelo
La chiesa di Santa Maria dell'Angelo è un luogo di culto di Faenza.

## Storia e descrizione
Venne fondata dai Gesuiti (in particolare la prima pietra fu posta il 21 aprile) nel 1621 incorporando la chiesa di S. Cassiano. Viene chiamata anche Santa Maria Nuova per distinguerla dalla chiesa di Santa Maria ad Nives.
La costruzione della chiesa è stata lunga e difficoltosa soprattutto per quanto riguarda la facciata, rimasta incompiuta nelle due parti tuttora di mattoni grezzi dentati (che avrebbero dovuto essere ornate rispettivamente da un timpano sommitale ed uno sovraporta), e la cupola, per la quale, nel 1646, fu interpellato l'architetto Ercole Fichi, che prese il posto dell'architetto romano Girolamo Rainaldi.
L'interno presenta un ambiente di stampo gesuitico, dotato di un'unica navata con volte a botte. Sono presenti cappelle laterali ed un transetto sormontato da una cupola. Di grande interesse il fatto che la chiesa contenga opere d'arte quali gli obelischi posti ai lati dell'altare maggiore e la pala del '500 che dà il nome alla chiesa (di attribuzione ignota). L'altare è stato realizzato su disegno di Padre Virgilio Spada unitamente al Borromini. Vi sono, fra le altre, le tombe della famiglia Spada, dei Conti Pasi, dei Conti Milzetti e dei Conti Mazzolani.

## Opere

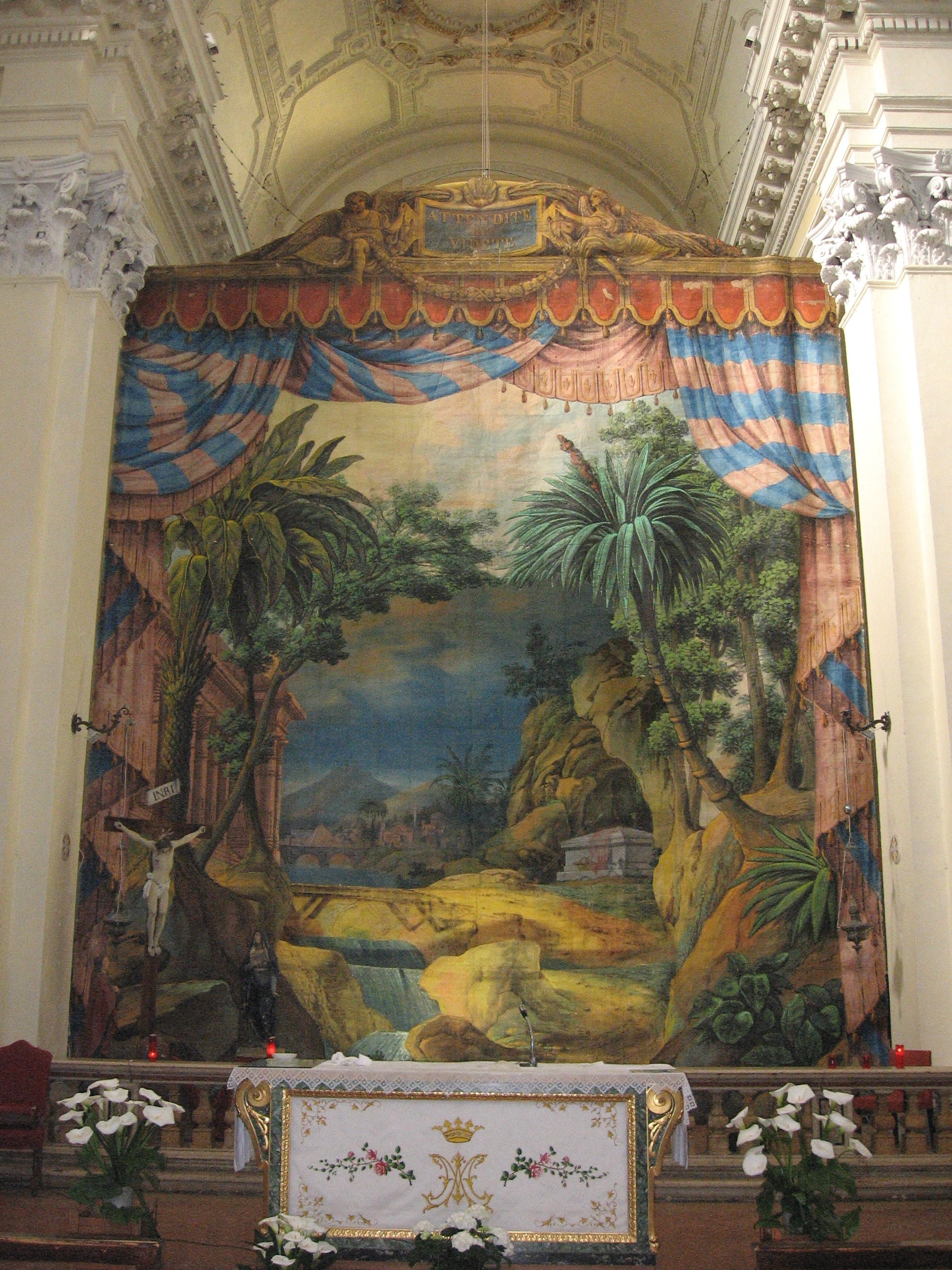
Apparato per il Venerdì Santo di Romolo Liverani

La chiesa contiene varie opere, fra cui la pala di Giampietro Zanotti Cavazzoni intitolata San Francesco Regis e San Giuseppe. L'artista, conosciuto per essere teorico e storiografo dell'arte bolognese, afferma che gli fu commissionata da padre Gregorio Maria Gabelotti. Un'altra pala che si trova nella cappella sinistra è l'Apparizione della Madonna a Sant'Ignazio di Loyola fatta da Tommaso Missiroli. Nell'opera, dal tono molto luminoso, viene raffigurata la Madonna che è rivolta al Santo che sorregge tra le braccia Gesù bambino. Presso l'altare maggiore è presente la Madonna dell'Angelo ad opera di Sigismondo Foschi. L'opera è una copia di quella che era presente nella chiesa di Santa Maria Vecchia. Fu portata qui il 20 febbraio 1778.  Rispetto al suo stile presenta un maggiore arcaismo, forse spiegabile per il fatto che si rifà ad un'opera più antica; lo sfumato appare meno pastoso, i panneggi delle vesti sono più rigide e le fisionomie dei personaggi appaiono differenti rispetto a quelle classiche del pittore. Nella cappella destra è presente San Francesco Saverio predica alle folle. L'opera risulta molto interessante per la luminosità della gamma cromatica.